# 湯姆·布萊斯
湯姆·基爾·布萊斯（英語：Tom Keir Blyth，1995年2月2日—），英格蘭男演員，其聞名於2022年播出的電視劇《比利小子》中主演標題人物，以及在《飢餓遊戲》系列電影前傳《飢餓遊戲：鳴鳥與游蛇之歌》（2023年）中主演科利奧蘭納斯·史諾。其他作品如電影《史考特與席德》（2018年）和《我心悵然如詩》（2021年）。

## 早期生活
湯姆·布萊斯生於伯明翰，在諾丁漢郊區的伍德索普長大。布萊斯曾就讀阿諾德山學院和比爾伯勒學院。他是製片人蓋文·布萊斯的兒子，父親在湯姆15歲時去世。母親夏洛特（Charlotte）是一名職業顧問，為他報名了中央少年電視工作坊的戲劇課。布萊斯還加入了國家青年劇院，他為表演夢而繼續在紐約市的茱莉亞學院受訓，並於2020年畢業。

## 職業生涯
布萊斯的演藝事業始於2010年電影《罗宾汉》和《塘鵝之血》中的小配角。2018年在《史考特與席德》與李察·梅森（Richard Mason）演對手戲。從茱莉亞音樂學院畢業後，布萊斯在特伦斯·戴维斯執導的傳記片《我心悵然如詩》（2021年）中飾演葛倫·拜亞姆·蕭。2022年，他客串了HBO電視劇《鍍金年代》，並開始主演Epix電視劇《比利小子》，詮釋標題人物。之後簽約參演喜劇片《討論材料》（Discussion Materials），以及《飢餓遊戲》系列電影前傳《飢餓遊戲：鳴鳥與游蛇之歌》（2023年）。

## 作品列表

### 電影
| 年份 | 標題                         | 角色              | 附註 |
| ---- | ---------------------------- | ----------------- | ---- |
| 2010 | 《罗宾汉》                   | 野孩子            |      |
| 2010 | 《塘鵝之血》                 | 年幼的尼科（Young Nikko）    |      |
| 2014 | 《小謊》（Fibs）                 | 威爾（Will）          | 短片 |
| 2015 | 《蓬鬆》（Fluffy）                 | 小丑              | 短片 |
| 2016 | 《洗滌俱樂部》（Wash Club）           | 道格（Doug）          | 短片 |
| 2018 | 《史考特與席德》             | 席德（Sid）          |      |
| 2021 | 《我心悵然如詩》             | 葛倫·拜亞姆·蕭    |      |
| 2023 | 《飢餓遊戲：鳴鳥與游蛇之歌》 | 科利奧蘭納斯·史諾 |      |
| 2025 | 《便衣警察》                 | 盧卡斯（Lucas）        |      |

### 電視
| 年份  | 標題         | 角色                  | 附註       |
| ----- | ------------ | --------------------- | ---------- |
| 2018  | 《崛起》（Rise） | 弗雷德·佩里（Fred Perry）       | 電視短片   |
| 2022  | 《鍍金年代》 | 阿奇·鮑德溫（Archie Baldwin）       | 單集：〈〉 |
| 2022– | 《比利小子》 | 威廉·H·邦尼／比利小子 | 主演       |

## 外部連結
- 湯姆·布萊斯在互联网电影资料库（IMDb）上的資料（英文）
- 湯姆·布萊斯在Enjoy Movie上的電影作品列表 （页面存档备份，存于）
- Tom Blyth （页面存档备份，存于） at United Agents